# Ndoun Issié Marie Princesse
Ndoun Issié Marie Princesse, dite Princesse Issié, née en 2000, est une étudiante, mannequin et reine de beauté camerounaise, élue Miss Cameroun 2023.

## Biographie

### Enfance, éducation et débuts
Princesse Issié est originaire de la région du Centre et du Littoral. Elle est étudiante de troisième année en management à l'Institut universitaire catholique de Buéa et au campus de Douala.

### Mannequinat
Princesse Issié participe au concours Miss Orangina où elle finit parmi les finalistes. En 2021, elle reçoit le couronnement lors du concours Miss Douala Fiesta pour le compte de la mairie de Douala V.

### Carrière
Princesse Issié est promotrice d'une association nommée Cameroon Women Action dont le siège est à Buéa.

## Prix et récompenses
- 2021 : Miss Douala Fiesta[2]
- 2022 : Miss Littoral[3]
- 2022 : Miss Cameroun 2023[1],[3]

### Articles Connexes
- Miss Cameroun 2022